# Harry Saltzman
Herschel "Harry" Saltzman, född 27 oktober 1915 i Sherbrooke, Québec, död 28 september 1994 i Paris (i en hjärtattack), var en kanadensiskfödd filmproducent mest känd för filmerna baserade på böckerna om James Bond, som han producerade tillsammans med Albert R. Broccoli. De två grundade 1961 produktionsbolaget EON Productions. De blev med tiden ovänner och efter nio Bondfilmer sålde Saltzman sin del av bolaget till United Artists.

## Utmärkelse
- 1967 – Golden Laurel, bästa producent